# Ryan Kelly
Ryan Kelly (* 30. května 1993 v West Chesteru, stát Ohio) je hráč amerického fotbalu nastupující na pozici Centra za tým Indianapolis Colts v National Football League. Univerzitní fotbal hrál za University of Alabama, poté byl vybrán v prvním kole Draftu NFL 2016 týmem Indianapolis Colts.

## Mládí
Kelly navštěvoval Lakota West High School ve West Chesteru, kde jeho spoluhráčem byl Jordan Hicks.

## Vysoká škola a univerzita
Kelly získal Rimington Trophy v posledním ročníku na University of Alabama v roce 2015.

## Profesionální kariéra
| Parametry před draftem |           |            |                |        |        |          |                |              |
| Výška                  | Váha      | Délka paží | Velikost rukou | 40 yd  | 20 ss  | 3 kužely | Broad          | Benchpress   |
| 6 stop 4 palce         | 311 liber | 33 ⅝ palce | 9 ⅝ palce      | 5.03 s | 4.59 s | 7.58 s   | 8 stop 7 palců | 26 opakování |

### Indianapolis Colts
Kelly byl draftován v prvním kole Draftu NFL 2016 jako 18. hráč celkově týmem Indianapolis Colts, smlouvu s Colts podepsal 4. května.